# Mythic Quest: Raven's Banquet
Mythic Quest: Raven's Banquet, o simplemente Mythic Quest, es una reconocida serie de televisión de sitcom y videojuegos estadounidense protagonizada principalmente por Rob McElhenney para Apple TV+. La serie se estrenó con su primera temporada el 7 de febrero de 2020.
Apple TV+ renovó la serie para una segunda temporada el 18 de enero de 2020, antes del estreno de su primera temporada. Se lanzó un episodio especial llamado "Cuarentena" el 22 de mayo de 2020, y el segundo episodio especial "Everlight" se lanzó el 16 de abril de 2021, antes del estreno de la segunda temporada. La segunda temporada se estrenó el 7 de mayo de 2021. En octubre de 2021, la serie fue renovada para una tercera y cuarta temporada. La tercera temporada se estrenó el 11 de noviembre de 2022. La cuarta temporada, por su parte, se estrenará el 29 de enero de 2025, y una serie de antología que servirá como acompañamiento, titulada Side Quest, será estrenada el 26 de marzo de 2025.

## Sinopsis
La serie sigue a un estudio de videojuegos ficticio que produce Mythic Quest, un popular MMORPG, dirigido por el creador del juego, Ian Grimm (Rob McElhenney). Al comienzo de la serie, el estudio está a punto de lanzar una expansión del juego, titulado Raven's Banquet. Grimm, el director creativo del juego, discute con la ingeniera principal Poppy Li (Charlotte Nicdao), el jefe de monetización Brad Bakshi (Danny Pudi) y el escritor principal C.W. Longbottom (F. Murray Abraham).

## Reparto y personajes

### Principal
- Rob McElhenney como Ian Grimm, director creativo
- Ashly Burch como Rachel, probadora del juego
- Jessie Ennis como Jo, la asistente de David
- Imani Hakim como Dana, probador de juegos
- David Hornsby como David Brittlesbee, productor ejecutivo
- Charlotte Nicdao como Poppy Li, ingeniera principal
- Danny Pudi como Brad Bakshi, jefe de monetización
- F. Murray Abraham como C.W. Longbottom, escritor principal

### Recurrentes
- Caitlin McGee como Sue Gorgon
- Naomi Ekperigin como Carol
- Humphrey Ker como Paul
- Elisha Henig como Brendan/Pootie Shoe (temporada 1)
- Aparna Nancherla como Michelle (temporada 1)
- John DiMaggio como Dan Williams (temporada 1)
- Craig Mazin como Lou (temporada 1) y Sol Green ("Backstory!")
- Derek Waters como Phil (temporada 2)
- Chris Naoki Lee como Kevin (temporada 2)
- Jonathan Wiggs como Jonathan (temporada 2)
- Parvesh Cheena como Zack (temporada 2)
- Shelley Hennig como AE Goldsmith ("Backstory!") y Ginny ("Peter")

### Invitados
- Jake Johnson como Doc ("Una muerte oscura y tranquila")
- Cristin Milioti como Bean ("Una muerte oscura y tranquila")
- Geoffrey Owens como Tom ("Una muerte oscura y tranquila")
- Anthony Hopkins como narrador ("Everlight")
- Snoop Dogg como él mismo ("Breaking Brad")
- Josh Brener como el joven CW Longbottom ("Backstory!")
- Michael Cassidy como el joven Peter Cromwell ("Backstory!")
- William Hurt como Peter Cromwell ("Peter")

## Producción

### Desarrollo
El 9 de agosto de 2018, se anunció que Apple había emitido un pedido de serie a una nueva serie de sitcom de media hora escrita por Rob McElhenney, Charlie Day y Megan Ganz, quienes también se desempeñan como productores ejecutivos junto con Michael Rotenberg, Nicholas Frenkel, Gérard Guillemot, Jason Altman y Danielle Kreinik. Las compañías productoras incluyen a RCG Productions, 3 Arts Entertainment y Ubisoft Film & Television. El 18 de enero de 2020, se anunció que Apple había renovado la serie para una segunda temporada, antes del estreno de la temporada 1. En febrero de 2021, se reveló que la segunda temporada se estrenaría en Apple TV+ el 7 de mayo de 2021.
La famosa desarrolladora, editora y distribuidora de videojuegos Ubisoft ayudó con el desarrollo y la producción de la serie. Rob McElhenney dijo que el concepto del programa fue el resultado de una discusión que Ubisoft tuvo con él sobre la producción de un programa de televisión sobre videojuegos. McElhenney había sido invitado a Ubisoft Montreal para discutir el proyecto, viendo el potencial del programa. Desde entonces, Ubisoft ha ayudado a diseñar el mundo y los personajes de los videojuegos, así como proporcionar otros recursos artísticos para el programa y la producción. Ubisoft también ayudó a los escritores con detalles del desarrollo de videojuegos para mantenerse fieles a los enfoques de la industria. El 21 de octubre de 2021, se renovó la serie para una tercera y cuarta temporada.

### Casting
Junto con el anuncio inicial, se confirmó que Rob McElhenney protagonizaría la serie. El 1 de febrero de 2019, se anunció que F. Murray Abraham, Imani Hakim, David Hornsby, Danny Pudi, Ashly Burch, Charlotte Nicdao y Jessie Ennis se habían unido al elenco. Anthony Hopkins fue elegido como narrador en el especial "Everlight" en abril de 2021. También en abril, junto con el lanzamiento del tráiler de la segunda temporada, Apple anunció que Humphrey Ker, Chris Naoki Lee y Jonathan Wiggs formarían parte del elenco de la segunda temporada, con Snoop Dogg y Derek Waters como estrellas invitadas. En abril de 2022, se anunció que F. Murray Abraham había salido de la serie y no regresaría para la tercera temporada. En julio de 2022, se reveló que Joe Manganiello aparecería en la tercera temporada.

### Rodaje
En marzo de 2019, The New York Times informó que el rodaje había concluido. El especial, titulado Mythic Quest: Quarantine, fue escrito, filmado y editado en sólo tres semanas, todo de forma remota debido a la pandemia de COVID-19, utilizando productos suministrados por Apple, como los IPhone. El 11 de noviembre de 2020, Deadline Hollywood informó de que la segunda temporada se suspendió después de que los miembros del equipo de producción dieran positivo en las pruebas de COVID-19. En diciembre de 2020, se informó además que, si bien Rob McElhenney afirmaba que "hasta la fecha quedan 0 pruebas de transmisión positiva en el trabajo", al menos 12 miembros del personal de producción que trabajaban en estrecho contacto entre sí habían contraído COVID-19, lo que suponía el segundo grupo de casos de COVID-19 vinculados a la producción de Mythic Quest, provocando otra suspensión de la producción, pero que continuó posteriormente.

## Lanzamiento
La primera temporada que consta de 9 episodios se lanzó el 7 de febrero de 2020. El 22 de mayo de 2020, se lanzó el episodio especial Quarantine (Cuarentena) centrado en la pandemia de COVID-19 en curso. El 16 de abril de 2020 se lanzó el segundo episodio especial Everlight, antes del estreno de la segunda temporada. La segunda temporada se estrenó el 7 de mayo de 2021 con episodios semanales.

### Marketing
El 10 de junio de 2019, Rob McElhenney presentó un avance de la serie en la conferencia de prensa de Ubisoft en el E3 2019, donde anunció que Mythic Quest: Raven's Banquet se estrenaría en el otoño de 2019. El 18 de diciembre de 2019, se anunció un retraso, posponiendo la serie para el 7 de febrero de 2020, fecha en que fue lanzada.
Después de la segunda temporada, se eliminaron las siglas Raven's Banquet del nombre, pasando a llamarse Mythic Quest.

## Recepción

### Temporada 1
El sitio web de reseñas Rotten Tomatoes informó una puntuación del 90%, basada en 39 reseñas. El consenso crítico del sitio web dice: "Si bien se basa demasiado en la fórmula de la comedia en el lugar de trabajo, Mythic Quest: Raven's Banquet es hilarante y destaca por explorar la industria de los videojuegos con inteligencia, consideración y sinceridad". Metacritic, que utiliza un promedio ponderado, asignó un puntaje de 73/100 basado en 12 reseñas, que el sitio web califica como un promedio favorable.

### Temporada 2
La segunda temporada recibió críticas muy positivas, al igual que la primera. En Rotten Tomatoes, tiene una puntuación del 100% basado en 32 reseñas. El consenso crítico del sitio web dice: "Escrita inteligentemente, interpretada con agudeza y sentimental sin perder su sentido del humor, la segunda temporada estelar de Mythic Quest consolida su lugar como una de las mejores comedias de la televisión en el lugar de trabajo". En Metacritic, tiene una puntuación de 73/100 basada en 9 reseñas, que el sitio web califica como un promedio favorable.

### Premios y nominaciones
La serie ganó el premio en la categoría de "Logro destacado en cinematografía en un episodio de una serie de televisión de media hora", otorgado en 2022 por la American Society of Cinematographers, así como el premio a la "Mejor narración" en los OFTA Television Award y obtuvo el sello de ReFrame a las series más populares de 2020–2021. También fue nominado a 17 premios adicionales de distintas categorías, y varios reconocidos sitios web de crítica la calificaron como una de las mejores series de sitcom de la actualidad y una de las mejores de todo el catálogo de Apple TV+.